# Royz
Royz是日本的視覺系搖滾樂團。

## 簡介
2009年9月28日成立，在大阪以四位成員開始樂團活動。2010年2月14日，杙凪正式加入樂隊，成為5人編制樂團。
2014年6月11日，吉他手和稀宣布退出樂團，宣布以四人編制繼續樂團活動。

## 樂團成員
- 主唱：昴（すばる）
- 吉他手：杙凪（くいな）
- 貝斯手：公大（こうだい）
- 鼓手：智也（ともや）

## 已離開成員
- 吉他手：和稀（かずき）

因家庭因素於2014年6月11日在赤坂BLITZ舉辦單獨畢業公演後退出。

## 發行作品

### 專輯
1. 2011年11月30日  Revolution to New AGE
2. 2013年2月27日   Tears
3. 2014 年7月2日   CORE
4. 2016年4月6日    S.I.V.A